# Gerth Schreiner
Gerth Schreiner, eigentlich Otto Wilhelm Ferdinand Schreiner (* 16. September 1892 in Laubach; † 16. Mai 1940 in Blaricum, Niederlande) war ein deutscher Journalist.

## Leben und Wirken
Schreiner war ein Sohn des Stadtrechners Wilhelm Schreiner (1860–1913) und seiner Ehefrau Marie, geb. Michel (1862–1935). Nach dem Schulbesuch studierte er in Gießen und Greifswald. Später war er Schauspieler am Düsseldorfer Schauspielhaus.
Ab 1921 war Schreiner als Redakteur bei der Volkszeitung in Düsseldorf beschäftigt. Politisch war er in der SPD organisiert.
Nach der Machtergreifung der Nationalsozialisten wurde Schreiner im März 1933 in Schutzhaft genommen. Im Mai kam er auf Veranlassung seines Bruders, eines NSDAP-Mitglieds, wieder frei. Er ging in die Emigration nach Amsterdam, wo er durch die niederländische Sozialdemokratie unterstützt wurde. In den folgenden Jahren arbeitete er als Redakteur für die Freie Presse sowie als Mitarbeiter der Illustrierten Wy, De Gulden Winkel, De Gemeenschap, Het Volk, De Gids und Kerk en Vrede.
Nach seiner Emigration wurde Schreiner von den nationalsozialistischen Polizeiorganen als Staatsfeind eingestuft: Am 9. September 1938 wurde er offiziell ausgebürgert (zusammen mit seiner Frau Paula Gries und zwei seiner Kinder). Im Frühjahr 1940 setzte ihn das Reichssicherheitshauptamt in Berlin – das ihn irrtümlich in Großbritannien vermutete – auf die Sonderfahndungsliste G.B., ein Verzeichnis von Personen, die im Falle einer erfolgreichen deutschen Invasion Großbritanniens durch die Sonderkommandos der SS-Einsatzgruppen mit besonderer Priorität ausfindig gemacht und verhaftet werden sollten.
Anlässlich der deutschen Besetzung der Niederlande im Frühling 1940 nahm Schreiner sich das Leben, zusammen mit seiner dritten Frau, Mies Blomsma.

## Familie

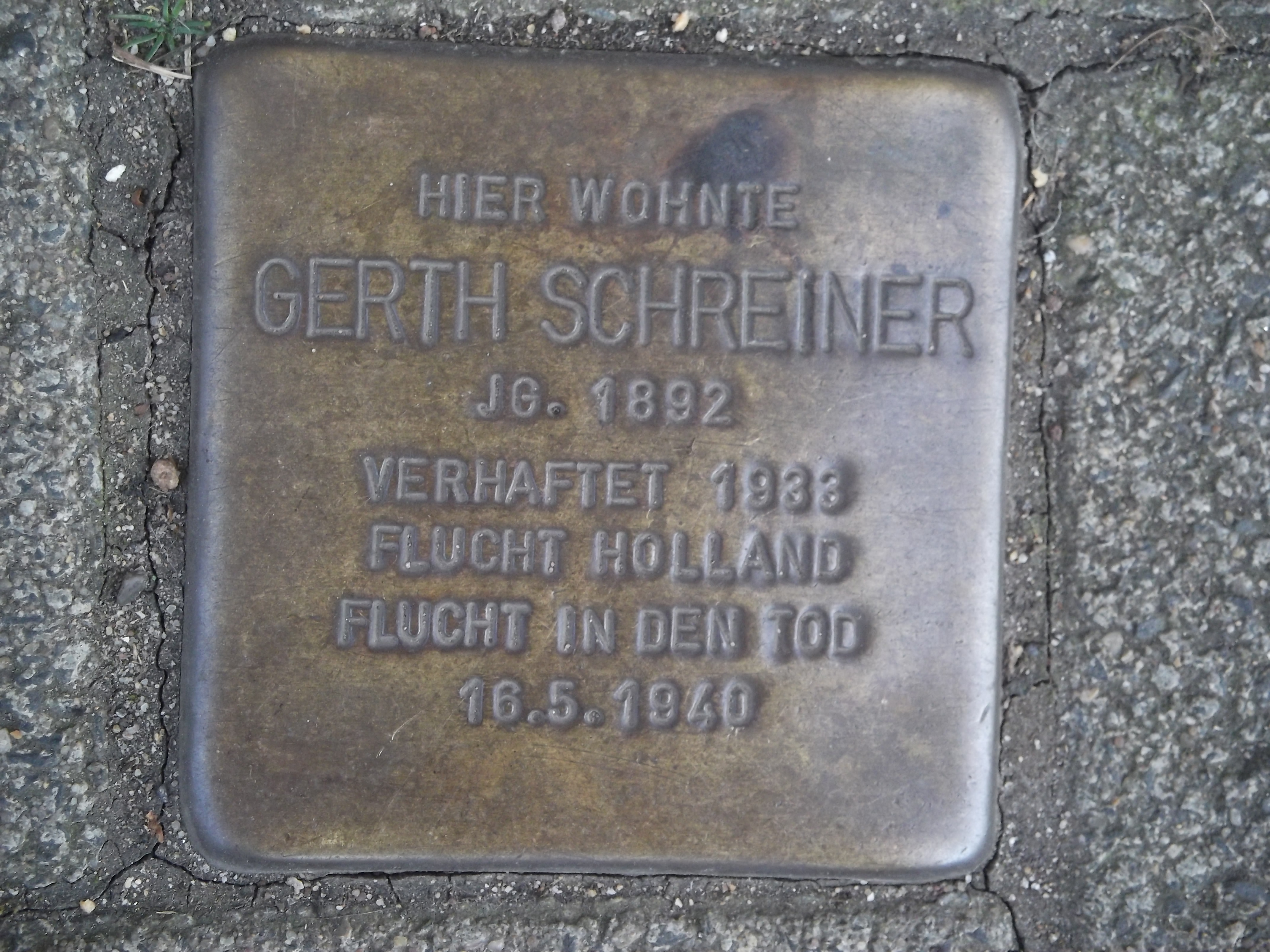
Stolperstein für Gerth Schreiner in Düsseldorf

In erster Ehe war Schreiner mit Elisabeth Wilhemine (Wilma) Holsträter verheiratet. In zweiter Ehe mit Paula Griese und in dritter Ehe mit der Zeichnerin Mies Blomsma.
Aus der ersten Ehe stammte der Sohn Gerrit Dieter(* 1920). Aus der zweiten Ehe der Sohn Klaus Maria (* 1921) und die Tochter Sibil Brigitt (* 1925).
Seine Urenkelin (Enkelin von Gerrit Dieter) Jana Regine Schreiner (* 1989) tritt gewissermaßen in Gerths Fußstapfen. Die studierte Germanistin und Politikwissenschaftlerin setzt sich als Lehrerin und Koordinatorin für Extremismusprävention und Demokratie in Schleswig-Holstein ein. Sie promoviert außerdem zum Thema Rechte Tendenzen von Jugendlichen in Schleswig-Holstein und wie dem präventiv zu begegnen ist.

## Schriften
- Wij leven in Holland..., Amsterdam 1937
- Die Republik der vierzehn Jahre, Bilthoven 1939. (Delpher)
- Bezield bouwen, Amsterdam 1939.